# Acacia flagelliformis
Acacia flagelliformis är en ärtväxtart som beskrevs av Arthur Bertram Court. Acacia flagelliformis ingår i släktet akacior, och familjen ärtväxter. Inga underarter finns listade i Catalogue of Life.